# Sara Casasola
Sara Casasola (* 29. November 1999 in San Daniele del Friuli) ist eine italienische Radrennfahrerin, die auf Cyclocross spezialisiert ist.

## Sportlicher Werdegang
Casasola fing in ihrer Jugend zunächst mit Radsport auf Straße und Mountainbike an, bevor sie das Querfeldeinfahren für sich entdeckte. Da separate Rennen für Juniorinnen zu ihrer Zeit noch nicht existierten, fuhr sie lange gegen ältere Konkurrenz, wurde aber bei den Cyclocross-Europameisterschaften 2016 mit nur 16 Jahren Vierte der U23 und gewann bis 2020 ein Dutzend Rennen hauptsächlich in Italien.
Ab der Saison 2022/2023 platzierte sich Casasola regelmäßig in den Top 10 bei Rennen des UCI-Cyclocross-Weltcups. 2023/2024 gewann sie die Bronzemedaille bei den Europameisterschaften sowie die italienischen Meisterschaften. Parallel zu ihren sportlichen Aktivitäten widmete sie sich ihrem Studium und promovierte Anfang 2024 an der Universität Udine in Mathematik.
Zu Beginn der Saison 2024/2025 verpflichtete sich Casasola beim belgischen Team Crelan-Corendon. Der Wechsel machte sich in kurzer Zeit bezahlt, als sie beim Druivencross erstmals das Podium bei einem Klassementscross belegte und ihr dies auch beim renommierten Koppenbergcross gelang. Nach einer Infektion, die sie mehrere Wochen außer Gefecht setzte, gewann sie mit dem Brussels Universities Cross ein Rennen der X²O Trofee. Sie widmete diesen Sieg ihrem kurz zuvor verstorbenen Mentor Vito Di Tano.
Während Casasola das Mountainbiken nach ihrer Junioren-Zeit weitgehend ruhen ließ, ging sie in der Sommersaison weiter dem Straßenradsport nach und fuhr wiederholt den Giro d’Italia Donne. Ab 2025 soll sie bei Fenix-Deceuninck erstmals für ein WorldTeam fahren.

## Erfolge

### Cyclocross
2018/2019
 Italienische Meisterin (U23)
2023/2024
 Europameisterschaften
 Italienische Meisterin
2024/2025
 Weltmeisterschaften – Mixed-Staffel
X²O Trofee – Brüssel

### Straße
2023
Bergwertung Tour de Feminin